# Guy Monjalon
Guy Monjalon, né le 12 mars 1947 à Lésigny-sur-Creuse (Vienne), est un homme politique français.

## Détail des fonctions et des mandats
Mandats locaux
- 1990- 1996 : maire des Ormes
- 1996- 2002 : maire des Ormes
- 2002- 2008 : maire des Ormes
- 2008- 2014 : maire des Ormes
- Président de la Communauté de communes Vienne et Creuse
- 1994 - 2001 : conseiller général du canton de Dangé-Saint-Romain
- 2001 - 2008 : conseiller général du canton de Dangé-Saint-Romain
- 2008 - 2015 : conseiller général du canton de Dangé-Saint-Romain
- 2013 - 2017 : président de la communauté de communes des Portes du Poitou

Mandat parlementaire
- 29 juillet 1988 - 1er avril 1993 : député de la 4e circonscription de la Vienne